# Corupția în Guineea Ecuatorială
Corupția politică din Guineea Ecuatorială este ridicată în raport cu standardele mondiale și este considerată printre cele mai grave din toate țările de pe glob. Aceasta a fost descrisă drept „o cleptocrație aproape perfectă”, în care amploarea corupției sistemice și indiferența conducătorilor față de bunăstarea populației o plasează pe ultimul loc în toate clasamentele sau indicatorii majori de guvernanță, sub națiuni cu PIB-uri pe cap de locuitor similare.
„Puține țări simbolizează mai bine corupția și nepotismul alimentate de petrol decât Guineea Ecuatorială”, scria Jan Mouawad în The New York Times în iulie 2009. Sistemul său de corupție, potrivit Open Society Foundations (OSF), este „de neegalat în nerușinarea sa”. Acest guvern este controlat de un grup restrâns de persoane puternice care deturnează majoritatea veniturilor țării în propriile conturi bancare clandestine din alte națiuni. Corupția din Guineea Ecuatorială este atât de înrădăcinată, a afirmat cercetătorul Geoffrey Wood, încât poate fi clasificată drept stat criminal.
Această situație este deosebit de dramatică, în mare parte datorită veniturilor masive ale țării din petrol și alte resurse naturale. The Guardian a observat că națiunea este extrem de bogată datorită vastelor rezerve de petrol, dar că această bogăție este concentrată în mâinile unei minorități de elită. În ciuda PIB-ului pe cap de locuitor de 18.236 de dolari - care o face mai bogată decât majoritatea țărilor africane și o plasează sub China – Guineea Ecuatorială se află pe locul 145 din 189 de țări în ceea ce privește măsurarea calității vieții prin Indicele dezvoltării umane. Deși, din punct de vedere tehnic, populația Guineei Ecuatoriale are un PIB pe cap de locuitor similar cu cel al Chinei, marea majoritate trăiește într-o sărăcie mai mare decât cea din Afganistan sau Ciad, potrivit lui Arvind Ganesan de la Human Rights Watch în 2009, care a atribuit această disparitate corupției, incompetenței și nepăsării guvernului față de bunăstarea propriei populații. Majoritatea oamenilor din Guineea Ecuatorială rămân într-o sărăcie abjectă, fără acces la asistență medicală sau educație. Între timp, orice critică la adresa clasei conducătoare este inexistentă din cauza folosirii forței și intimidării de către guvern pentru a reduce la tăcere opoziția.
Sasha Lezhnev de la Global Witness a observat în 2008 că guvernul obține anual venituri din petrol de miliarde de dolari, în timp ce populația trăiește cu mai puțin de un dolar pe zi. Se spune că președintele Teodoro Obiang deține controlul asupra rezervelor de petrol și asupra guvernului, a afirmat Ganesan, și, în consecință, trezoreria extrem de bogată a țării este „un bancomat privat pentru câțiva”, în loc să fie folosită în interes public. Potrivit Financial Times, diplomații străini glumesc spunând că Guineea Ecuatorială este o afacere de familie care deține un loc la ONU. Națiunea este cunoscută printre oamenii de afaceri străini ca fiind un mediu precar pentru afaceri și investiții. Persoana care a fost cel mai mult asociată în presa internațională cu corupția liderilor din Guineea Ecuatorială este Teodorin Obiang, fiul președintelui, al cărui stil de viață somptuos în sudul Californiei, la Paris și în alte locuri a ținut prima pagină a ziarelor și a fost ținta investigațiilor autorităților americane și franceze, printre altele.
Din cauza nivelului de corupție, țara se situează întotdeauna aproape de ultimul loc în Indicele de percepție a corupției al Transparency International (TI). În 2023, doar opt țări erau mai jos pe o scară de 180 de țări din întreaga lume, unde țara clasată pe locul cel mai înalt este percepută ca având cel mai onest sector public. Doar două țări au fost clasate mai jos în Africa Subsahariană. Este singura națiune din lume care, din 2008, a primit un scor de „zero” pentru transparența bugetară. În 2008, un raport al Departamentului de Stat al SUA a indicat că oficialii din Guineea Ecuatorială sunt frecvent implicați în corupție și practici ilegale cu impunitate. În 2014, țara a primit un scor de zero în Indexul bugetului deschis al TI. Între 1996 și 2013, Economic Intelligence Unit a acordat țării un scor de 0,0 pentru „controlul corupției”. În Indexul Guvernării Resurselor al Institutului Național de Guvernare a Resurselor, Guineea Ecuatorială a primit un scor de „eșec” de 13/100, situându-se pe locul 56 din 58 de țări. În ceea ce privește „practicile de raportare”, a primit un punctaj de 14/100, clasându-se pe locul 55.
În 2011, Freedom House a inclus Guineea Ecuatorială în categoria „cele mai rele dintre cele mai rele” pentru guvernele care încalcă drepturile omului și libertățile civile, care include, de asemenea, Coreea de Nord, Sudanul și Turkmenistan. În raportul său mondial din 2014, Human Rights Watch (HRW) a declarat: „Corupția, sărăcia și represiunea continuă să afecteze Guineea Ecuatorială. ... Veniturile uriașe din petrol finanțează stiluri de viață somptuoase pentru mica elită din jurul președintelui, în timp ce o mare parte a populației continuă să trăiască în sărăcie. Gestionarea defectuoasă a fondurilor publice și acuzațiile credibile de corupție la nivel înalt persistă, la fel ca și alte abuzuri grave, inclusiv detenția arbitrară, detenția secretă și procesele nedrepte.”

## Sistemul de corupție

### Nepotism
Acest sistem de corupție există mai mult sau mai puțin în forma sa actuală de la începutul anilor 1980, când guvernul a confiscat terenurile agricole de pe insula Bioko, care aparțineau în principal proprietarilor spanioli și portughezi, și le-a redistribuit membrilor grupului Nguema/Mongomo.

#### Grupul Nguema/Esangui

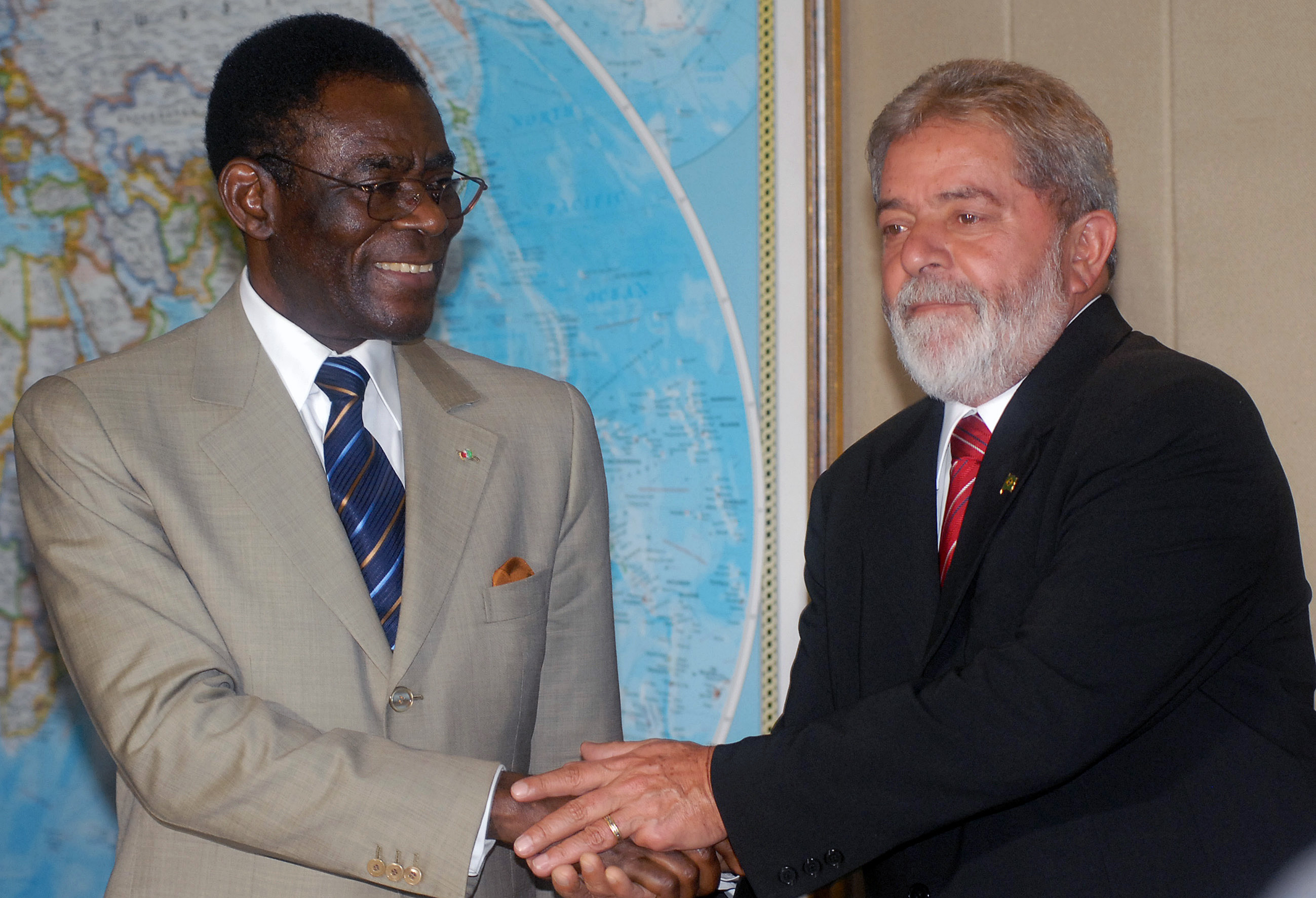
Teodoro Obiang Nguema Mbasogo cu președintele de atunci al Braziliei, Luiz Inácio Lula da Silva.

Corupția în Guineea Ecuatorială se desfășoară prin intermediul unui sistem elaborat, care este domeniul exclusiv al președintelui Obiang și al cercului său, cunoscut sub denumirea colectivă de „grupul Nguema/Esangui”. Membrii acestui grup deturnează veniturile din resursele naturale ale Guineei Ecuatoriale, inclusiv terenuri și hidrocarburi, către conturile lor private.
Sistemul de corupție din Guineea Ecuatorială a fost numit „o rețea de putere politică, economică și juridică unitară și care se consolidează singură”, prin care membrii grupului Nguema/Esangui folosesc puterea guvernului pentru a se îmbogăți. Bogăția lor în creștere le permite, la rândul lor, să finanțeze tot mai eficient mașinăria lor politică care subminează opoziția efectivă prin represiune, intimidare, violență și mită. Între timp, dominația grupului asupra sistemului juridic le permite să facă să pară legală însușirea abuzivă a averii.
Mai multe surse indică faptul că există tensiuni serioase în cadrul grupului, cu o concurență considerabilă pentru putere și favoruri.

### Conturi bancare în străinătate și companii fantomă
Între 1995 și 2004, o mare parte din banii extorcați de la poporul din Guineea Ecuatorială de către grupul Nguema/Mongomo au fost depuși în Riggs Bank din Washington, D.C. Potrivit Human Rights Watch, Riggs era conștientă de nivelul corupției și de problemele legate de drepturile omului din țară.
O anchetă a Senatului SUA din 2004 a stabilit că contul de venituri din petrol al Guineei Ecuatoriale de la Riggs Bank era controlat de trei persoane: Președintele Obiang, cel mai longeviv dictator din Africa; fiul său, Gabriel Mbega Obiang Lima (care este ministru al minelor); și nepotul său, Melchor Esono Edjo (care este secretar de stat pentru trezorerie și buget). Două semnături, cea a președintelui și cea a fiului sau nepotului său, erau necesare pentru a retrage fonduri din cont. Din 2000 până în 2003, aproximativ 34 de milioane de dolari au fost transferați din acest cont în conturi bancare străine deținute de companii fantomă - de exemplu, un cont la Banco Santander din Spania deținut de Kalunga S.A., o firmă înregistrată în Panama și un cont la HSBC Luxemburg deținut de Apexside Trading Ltd. Anchetele efectuate de un ONG spaniol și de Open Society Justice Initiative au arătat că milioane de dolari din contul Kalunga au fost cheltuiți pe proprietăți din Spania achiziționate în numele președintelui Obiang și al altor înalți funcționari, foști înalți funcționari și rude ale lui Obianga.

### Exproprieri ulterioare
De atunci, guvernul a expropriat și alte terenuri valoroase, în principal case ale ecuatoguineanilor săraci și din clasa de mijloc. Mii de oameni au fost victimele acestor confiscări, pentru care foarte puțini dintre ei sunt despăgubiți și în fața cărora nu au niciun recurs legal. Mulți dintre cei care au protestat împotriva acestor exproprieri au fost abuzați și intimidați de soldați sau de poliție. Oficial, aceste terenuri sunt confiscate în scopuri publice, dar, de fapt, ele au ajuns în mâinile membrilor grupului Nguema/Esangui, care au construit case sau afaceri pe aceste proprietăți. În 2003, de exemplu, Le Temps (Geneva) a relatat despre un sat în care 75 de persoane trăiau într-o sărăcie abjectă, după ce au fost smulși de regim din casele lor, care fuseseră folosite pentru construirea unei fabrici de metanol, fără compensații sau scuze. Un raport al Amnesty din 2013 a afirmat că peste 1.000 de familii din țară au fost evacuate cu forța din casele lor, astfel încât guvernul să poată construi drumuri, case și hoteluri de lux și centre comerciale. Multe dintre casele demolate erau în stare perfectă, marea majoritate a celor care locuiau acolo deținând titluri de proprietate. În ciuda promisiunilor guvernului de a reloca victimele în case noi, până în prezent nimeni nu a fost despăgubit în vreun fel.

### Exploatarea resurselor naturale
În anii '90 s-au descoperit petrol și gaze naturale în apele din largul Guineei Ecuatoriale. „Goana după petrol” a început în 1995, când ExxonMobil a început să exploateze câmpul Zafiro; la scurt timp după aceea, Hess și Marathon au început, de asemenea, să exploateze rezervele de gaze naturale ale națiunii. În 2005, Guineea Ecuatorială era al treilea mare producător de petrol din Africa subsahariană, după Nigeria și Angola. Cu toate acestea, chiar dacă industria petrolului și a gazelor a prosperat, majoritatea ecuatoguineenilor au continuat să se întrețină prin agricultura de subzistență și au trăit aproape exclusiv în afara economiei monetare a națiunii. Acest lucru se datorează faptului că autoritățile guvernamentale și-au folosit puterea politică pentru a limita participarea la exploatarea resurselor naturale ale țării la ei înșiși și la alți membri ai grupului Nguema/Mongomo, acordând licențe de afaceri și aprobări doar celor câțiva aleși. Agențiile care oferă locuri de muncă în aceste întreprinderi sunt, de asemenea, deținute de membri ai grupului, iar acordarea acestor locuri de muncă este, de asemenea, limitată într-un mod similar.

### Alte forme de corupție
Alte mijloace prin care membrii grupului Nguema/Mongomo se îmbogățesc includ co-investiții „scumpe” cu companii străine (oferte cu condiții atât de favorabile încât nu pot fi refuzate în mod logic), contracte trucate, mită din partea companiilor străine către grupul Nguema/Mongomo și acorduri de monopol pentru toate întreprinderile Nguema/Mongomo implicate în industria petrolului și gazelor.
De exemplu, o anchetă a Senatului SUA a arătat că, în 1998-99, Mobil a vândut o participație de 15% într-o afacere comună, Mobil Oil Guinea Ecuatorial (MOGE), companiei Socio Abayak, S.A., deținută de Obiang, pentru 2.300 de dolari. Până în 2004, participațiile Abayak la MOGE valorau 645.000 de dolari. ExxonMobil nu a putut explica această vânzare anchetatorilor Senatului. O altă firmă, Marathon, i-a plătit lui Obiang peste 2 milioane de dolari pentru terenuri. Amerada Hess a plătit oficialilor guvernamentali și rudelor acestora aproape 1 milion de dolari pentru închirierea de clădiri. Din cele 28 de proprietăți închiriate de Hess în Guineea Ecuatorială, 18 au fost deținute de membri ai familiei Obiang și de persoane care au legături cu familia. Reprezentanții Hess și ExxonMobil au declarat anchetatorilor Senatului SUA că și-au achiziționat serviciile de securitate în Guineea Ecuatorială, la prețuri nenegociabile, de la Sociedad Nacional de Vigilancia (Sonavi), care este deținută de fratele lui Obiang, Armengol Ondo Nguema, și care deține monopolul asupra serviciilor de securitate în țară.
Începând cu 2009, conform Departamentului de Stat al SUA, majoritatea miniștrilor din Guineea Ecuatorială conduc, de asemenea, afaceri în paralel cu responsabilitățile lor guvernamentale. De exemplu, ministrul justiției deține propria sa firmă privată de avocatură, în timp ce ministrul transporturilor și comunicațiilor era director al consiliului de administrație al firmei și deținea acțiuni atât la compania aeriană parastatală, cât și la compania națională de telefonie. În plus, în 2008, când guvernul a început să distribuie fonduri pentru proiecte sociale pentru fondul de dezvoltare socială (SDF), un mecanism de dezvoltare creat împreună cu investitorii străini pentru a promova o cultură a transparenței și a deschiderii, un ministru și-ar fi ales propria firmă pentru a primi fonduri, în locul oricărei firme participante la licitație. De asemenea, a ieșit la iveală faptul că ministrul nici măcar nu a depus o ofertă proprie. Ministrul și-a apărat acțiunile susținând că firma sa era eligibilă pentru a primi bani din FSD.

## Membrii grupului Obiang Nguema/Esangui

### Președintele Obiang
Președintele a fost criticat ca trăind o viață de lux somptuos și absurd care produce o risipă considerabilă. El are șase avioane personale, case în Cape Town, Paris, Madrid, Las Palmas și Maryland și conturi bancare în numeroase țări, inclusiv în Franța și Elveția. În 1999 a cumpărat o reședință de 2,6 milioane de dolari în Potomac, Maryland. Un memorandum din 2001 nota vânzarea de către Obiang a două proprietăți în Spania pentru 5 milioane de dolari, sumă care a fost depusă la Riggs Bank.

### Constancia Mangue
Constancia Mangue, așa-numita „soție senior” a lui Obiang (acesta are cinci soții), care este considerată prima doamnă, este ministru al sănătății și al acțiunii sociale. Ea și-a cumpărat propria reședință în valoare de 1,15 milioane de dolari în Potomac, Maryland, care nu trebuie confundată cu locuința soțului său din același oraș. La un moment dat, cinci conturi și trei certificate de depozit la Riggs Bank erau deținute pe numele lui Constancia, iar ExxonMobil a efectuat mai multe plăți în aceste conturi. Andrew P. Swiger de la ExxonMobil le-a declarat anchetatorilor că firma sa deținea în comun cu Constancia firma de energie Abayak a lui Obiang, care, a spus el, a primit 15 % din toate veniturile de la Abayak.
O companie numită Nusiteles, G.E., înființată în 2000 pentru a furniza servicii de telefonie și de calculatoare, este deținută parțial de Obiang prin Abayak și parțial de alți înalți oficiali ecuatoguineeni. Din 2004, Abayak este singura companie de construcții din toată Guineea Ecuatorială.
Președintele și Prima Doamnă dețin, de asemenea, două clinici numite Virgen de Guadalupe, așa cum a ieșit la iveală în ianuarie 2009, când un cuplu paraguayan care a lucrat la clinici a fost arestat în ianuarie 2009 pentru furtul a 6,1 milioane de euro în numerar, bijuterii și alte obiecte de valoare.
În octombrie 2013, conform unei surse de știri spaniole, Contancia Mangue și Cristina Lima, o altă soție a lui Obiang, s-au certat aprins în timpul unei cine cu Obiang. Mangue a acuzat-o pe Lima, care era descrisă drept a doua doamnă a țării, că nu face nimic pentru a ajuta femeile din țară. În schimb, Lima l-a acuzat pe Mangue că jefuiește bogățiile națiunii. Obiang ar fi intervenit de mai multe ori și le-ar fi spus soțiilor sale să meargă în orașele lor natale.

### Gabriel Mbaga Obiang Lima
Un alt fiu al lui Obiang, Gabriel (Gabi) Mbaga Obiang Lima, este ministrul minelor, industriei și energiei și are puterea de a aranja concesiuni petroliere. Lima, a cărui mamă este cea de-a doua soție a lui Obiang, Celestine Lima, a fost numit „stăpânul” industriei petroliere din Guineea Ecuatorială. El controlează producția a jumătate de milion de barili de petrol pe zi și călătorește frecvent în țări precum Angola, Malaezia, Franța, China, Statele Unite, Canada, Brazilia, Marea Britanie, Elveția și Trinidad și Tobago, unde are parteneri de afaceri lucrativi și, în unele cazuri, conturi bancare numerotate și seifuri. Un articol apărut în 2012 într-o sursă de știri spaniolă deplângea faptul că atenția mediatică extinsă acordată corupției lui Teodorin a eclipsat ancheta autorităților spaniole privind spălarea de bani a lui Gabi în Spania și achiziționarea de către acesta a diferitelor proprietăți în această țară.

### Candido Nsue Okomo
Până la începutul anului 2015, Candido Nsue Okomo, fratele Primei Doamne, a fost șeful companiei petroliere de stat, GEPetrol. Directorii străini din sectorul petrolier s-au plâns că Okomo le-a cerut lucruri ridicole și imposibile și a împiedicat investițiile. Centrul olandez de cercetare a corporațiilor multinaționale a observat că președintele Obiang și familia sa au interese personale în GEPetrol și că Transparency International a acordat GEPetrol un scor scăzut pentru transparență în raportul său privind veniturile din 2008, indicând că societatea este foarte netransparentă. Okomo este în prezent ministru al tineretului și sportului.

### Ruslan Obiang
Ruslan Obiang, un fiu al președintelui, este ministrul sporturilor din Guineea Ecuatorială și președintele unui club de fotbal de top, „Panthers”. El a locuit în Spania, unde a încurajat firmele să facă afaceri în țara sa. Mai mulți oameni de afaceri spanioli s-au plâns de consecințele acestor afaceri. Un spaniol care a plătit 200.000 de dolari pentru a obține un contract de construcție a unor stadioane de fotbal a descris un sistem care implica mită la fiecare pas. Cu toate acestea, după ce a plătit mită ani de zile, afacerea sa a căzut în cele din urmă când a refuzat să mai plătească mită lui Ruslan Obiang și asociaților săi. Omul de afaceri a criticat afacerile din țară, afirmând că funcționarii exploatează cât mai mulți bani înainte de a trece la un alt contractant. Omul de afaceri a menționat, de asemenea, că a fost amenințat în mai multe rânduri, atât cu violență, cât și cu acuzații de viol inventate, care ar fi putut duce la încarcerarea sa. Raportul său susținea că nu există nicio cale de acces la justiție în țară, deoarece „corupția este absolută și endemică; nu poți apela la nimeni”. După prăbușirea afacerii, unul dintre partenerii săi de afaceri a fost vizitat la domiciliul său din Portugalia de bărbați în costume negre, care au pândit în fața casei sale timp de mai multe zile ca o amenințare și apoi l-au vizitat în biroul său. Aici l-au avertizat că, dacă va raporta povestea sa presei sau oricărei autorități, vor exista consecințe. El a concluzionat: „Semnezi un contract cu fiul președintelui și crezi că valorează ceva. Nu ai nicio idee ce ți se va întâmpla. A trebuit să fugim din țară. Ne-a fost teamă pentru viețile noastre.”

### Ricardo Mangue Obama Nfubea
Ricardo Mangue Obama Nfubea a devenit prim-ministru în 2006 și a promis să lupte împotriva corupției. Cu toate acestea, presupusele sale eforturi nu au avut aproape niciun impact asupra corupției din țară.

### Emilio Oñebula
Un om de afaceri străin s-a plâns că dificultățile sale de a face afaceri în Guineea Ecuatorială nu au făcut decât să se agraveze atunci când a fost nevoit să trateze cu Emilio Oñebula, un înalt funcționar din cadrul Ministerului Sportului: „Totul este atât de ușor încât te lași păcălit. Atât timp cât îi plătești, nu te lasă în pace nicio clipă. Inițial am crezut că așa procedează ei, dar mai târziu mi-am dat seama că pur și simplu sunt cu ochii pe tine. Dacă ieșeai singur, se supărau. Am fost supravegheați tot timpul.”

### Teodorin Obiang
Teodoro Nguema Obiang, cunoscut sub numele de Teodorin, este fiul cel mare al președintelui și a fost timp de mulți ani ministrul silviculturii al țării. A fost numit în mod ironic „cel mai bogat ministru al agriculturii și silviculturii din lume”. Prin intermediul firmei sale Grupo Sofana și al filialei Somagui Forestal, Teodorin deținea și poate deține în continuare „drepturi exclusive de exploatare și export de lemn în Guineea Ecuatorială”. Teodorin deține, de asemenea, singurul post de televiziune al națiunii, precum și Radio Asonga, principalul post de radio al națiunii. În mai 2012, el a fost îndepărtat din minister și i s-a acordat titlul de „al doilea vicepreședinte”, o funcție care nu este menționată în constituția națiunii, și a fost numit responsabil cu securitatea statului.
Urmașul aparent al președinției, Teodorin a fost descris ca fiind „fantastic de corupt” și a fost numit „un idiot instabil și nesăbuit” de către un fost oficial al serviciilor de informații americane. Stilul său de viață, care a fost caracterizat de Foreign Policy drept o „viață suprarealistă de playboy”, a fost în centrul atenției mass-media din întreaga lume, făcând din el personificarea corupției regimului Obiang.
Un articol publicat în 2009 în The New York Times menționa că oficialii americani credeau că marea majoritate a activelor lui Teodorin proveneau „din corupția legată de rezervele extinse de petrol și gaze descoperite în urmă cu mai bine de un deceniu și jumătate în largul coastei micuței sale țări din Africa de Vest”. O altă sursă a averii lui Teodorin, potrivit articolului, a fost un impozit pe lemn, ale cărui plăți au fost făcute direct către el. Departamentul de Justiție a sugerat, de asemenea, că Teodorin ar fi putut lua mită sau plăți de extorcare de la companiile petroliere. Investigațiile ulterioare ale Senatului SUA și ale altor organisme (a se vedea mai jos) au stabilit multe dintre sursele averii sale și au dezvăluit detalii privind cheltuielile sale personale.
Teodorin „și-a jefuit fără rușine guvernul și a scuturat întreprinderile din țara sa pentru a-și susține stilul de viață somptuos, în timp ce mulți dintre concetățenii săi trăiau într-o sărăcie extremă”, a declarat în 2014 procurorul general adjunct al SUA, Leslie Caldwell. Deși salariul anual al lui Teodorin era de aproximativ 100.000 de dolari, acesta reușise „prin mită, comisioane, deturnare de fonduri și șantaj” să acumuleze o avere de peste 300 de milioane de dolari, inclusiv active americane importante deținute și dobândite prin intermediul unor companii fantomă și al unor terțe părți.
Departamentul de Justiție al SUA l-a acuzat pe Teodorin de punerea în aplicare a unor „scheme de corupție” și de perceperea de comisioane ilegale întreprinderilor. De asemenea, l-a acuzat că a extorcat Isoroy din Franța, ABM din Spania și Agroforestal din Italia. „El a amenințat companiile de prelucrare a lemnului, printre care Isoroy și ABM, care au refuzat să îndeplinească cererile sale de plată”, potrivit acuzației. Un om de afaceri spaniol a declarat pentru El Pais în 2013 că el și partenerii săi de afaceri au condus mai multe firme în Malabo și Bata între 2009 și 2011, și pur și simplu să se întâlnească cu Teodorín la casa sa din Paris pentru a face aranjamentele necesare a cerut plata unei așa-numite „redevențe de intenții” de 40.000 până la 100.000 de euro. De asemenea, guvernul i-a obligat pe oamenii de afaceri străini să lase utilajele în urmă atunci când au terminat cu ele, astfel încât guvernul să le poată păstra. „Dacă nu accepți”, spunea omul de afaceri, „să știi că vei ajunge în închisoarea Black Beach”.
Un alt om de afaceri spaniol, care a supervizat operațiunile ABM în Guineea Ecuatorială între 1995 și 1997, a declarat că Teodorín „ne chema să venim la biroul său, ceea ce însemna să purtăm costum și cravată. Te făcea să aștepți timp de cinci ore și apoi apărea îmbrăcat în pantaloni scurți. Apoi îți spunea cât vrea să îi plătești și că ai la dispoziție o săptămână pentru a face acest lucru, spunând: „Dacă nu plătești, vom confisca utilajele și vom da concesiunea ta chinezilor”. A trebuit să fugim din țară. El cerea milioane. Singurii care au rămas au fost cei care l-au plătit.” Încă o firmă spaniolă, care a fost obligată să lucreze cu o companie locală în al cărei consiliu de administrație se afla Teodorin, „a trebuit să plătească comisioane în fiecare etapă a drumului” și s-a confruntat „cu permise și alte obstacole”; după ce firma a umplut un depozit cu lemn, un membru al firmei a fost arestat și încarcerat sub acuzații inventate de viol, aparent un mod standard de tratare a oamenilor de afaceri străini. „A luat malarie și avea febră. ... În schimbul permisiunii de a pleca, a trebuit să fie de acord să își lase toți banii și depozitul de lemn în urmă.”
În martie 2014, Roberto Berardi, un om de afaceri italian care s-a asociat cu Teodorin într-o companie de construcții, ispășea o pedeapsă de 28 de luni în închisoarea Bata după ce a fost găsit vinovat de acuzațiile de deturnare de fonduri aduse de Teodorin; Bernardi a declarat că „a fost încarcerat pe nedrept după ce a cerut explicații de la Teodorin pentru că firma lor, Eloba Construccion S.A., a fost numită în ancheta din SUA împotriva vicepreședintelui.”

#### Activități în SUA
În 1991, Teodorin, pe atunci în vârstă de 22 de ani, s-a înscris la un curs de limba engleză la Universitatea Pepperdine din Malibu. Walter International, o firmă americană din domeniul energiei cu o participație în câmpurile offshore din Guineea Ecuatorială, a fost de acord să plătească taxa de școlarizare de 3.400 de dolari și cheltuielile de întreținere. Teodorin a refuzat căminul și, în schimb, „a făcut naveta între două locuințe din afara campusului: o casă închiriată în Malibu și un apartament la hotelul Beverly Wilshire. Rareori a participat la cursuri, petrecându-și o mare parte din timp făcând cumpărături în Beverly Hills. Teodorin a renunțat la program după cinci luni; nota de plată a Walter International s-a ridicat la aproximativ 50.000 de dolari.”
Din 2004 până în 2008, avocați, bancheri și agenți imobiliari din SUA l-au ajutat pe Teodorin să transfere peste 110 milioane de dolari prin conturi bancare din SUA.
Din 1998 până în 2006, el a deținut un conac pe o proprietate de 16 acri la 3620 Sweetwater Mesa Road, în comunitatea privată închisă Serra Retreat din Malibu. El a deținut casa prin intermediul companiei sale Sweetwater Mesa LLC, care, în aprilie 2006, a vândut această proprietate unei alte firme fantomă a sa, Sweetwater Malibu LLC. (El deține, de asemenea, o firmă numită Sweetwater Management Inc.) Prețul de achiziție de 35 de milioane de dolari a făcut-o a șasea cea mai costisitoare achiziție de casă din SUA în 2006. A fost, de asemenea, cea mai scumpă achiziție de casă din California în 2006. Proprietatea include două centre de pază. „O alee lungă, mărginită de copaci, pornește de la poarta principală a proprietății, trece pe lângă o curte cu fântâni și coboară până la un conac de 15.000 de metri pătrați cu opt băi și un număr egal de șeminee”, a relatat Foreign Policy în 2011. „Terenul are vedere la Oceanul Pacific, cu piscină, teren de tenis, teren de golf cu patru găuri și vedetele de la Hollywood Mel Gibson, Britney Spears și Kelsey Grammer drept vecini.” De-a lungul anilor, o duzină de foști angajați de la proprietatea sa din Malibu l-au dat în judecată pentru salarii neplătite, ore suplimentare și cheltuieli. Aceștia au descris un stil de viață format din „”chefuri„ de droguri ... fete de escortă, iepurași Playboy și chiar un tigru”. Un fost angajat a declarat: „Nu l-am văzut niciodată făcând ceva care să semene cu munca. ... Zilele lui constau în întregime în somn, cumpărături și petreceri.”
Printre însoțitoarele lui Teodorin din sudul Californiei s-au numărat o actriță porno, o fostă Playmate Playboy a lunii și o rapperiță și actriță câștigătoare a premiului Grammy pe nume Eve, pe care a numit-o președinte, trezorier și director financiar al uneia dintre companiile sale fantomă, Sweet Pink. De asemenea, a obținut invitați de sex feminin la petreceri de la agenții de escorte. În 2005, el a plătit 700.000 de dolari pentru a închiria un iaht de la Paul Allen de la Microsoft pentru o petrecere. În 2009, a petrecut o lună în Maui, zburând acolo cu avionul său Gulfstream V, închiriind un alt avion pentru angajați și aducând, de asemenea, escorte, mașini sport și o barcă rapidă.
La un moment dat, el transporta în mod obișnuit până la 1 milion de dolari în numerar în SUA și avea întotdeauna o geantă plină cu bancnote proaspete de 100 de dolari. A stat în apartamentul prezidențial de 5.000 de dolari pe noapte de la Four Seasons din Las Vegas și a petrecut timp și în Miami și Palm Beach, pe lângă locuri din afara Statelor Unite precum Bermuda, Nisa și Paris.
Teodorin a deținut și a condus TNO Records și TNO Entertainment, care au produs două discuri techno în 2003. De asemenea, a lansat un cântec rap, „No Better Than This”, de Won-G Bruny.
Un articol din 2009 din The New York Times relata că, la acea dată, Teodorin vizita frecvent SUA, călătorind cu pașaport diplomatic.
În plus față de casa din Malibu, Teodorin a mai plătit 6,5 milioane de dolari în 2001 pentru o casă în secțiunea Bel Air din Los Angeles, dar nu s-a mutat niciodată acolo. Casa se afla pe Antelo Road, peste drum de reședința actriței Farrah Fawcett.
El a încercat să cumpere un apartament de lux pe Fifth Avenue în Manhattan, dar a fost interzis de asociația proprietarilor.
Anchetatorii Senatului au descoperit că a cheltuit 59.850 de dolari pentru covoare, 58.000 de dolari pentru un home theater și 1.734,17 dolari pentru o pereche de pahare de vin.
La un moment dat, el deținea 32 de motociclete și automobile în California, inclusiv „șapte Ferrari, cinci Bentley, patru Rolls Royce, două Lamborghini, două Maybach, două Mercedes, două Porsche, un Aston-Martin și un Bugatti, cu o valoare colectivă asigurată de 9,5 milioane de dolari”. Deoarece erau „mult prea multe mașini pentru a le păstra la proprietate”, el a închiriat un garaj la Petersen Automotive Museum de pe Wilshire Boulevard. În 2012, potrivit revistei Time, flota sa de mașini includea un Ferrari 2011 de jumătate de milion de dolari.
Teodorin deține, de asemenea, o colecție scumpă de suveniruri Michael Jackson. La un moment dat, el a mers pe „o risipă de 3,2 milioane de dolari pe obiecte Jackson. El a plătit 275.000 de dolari pentru una dintre mănușile albe acoperite cu cristale ale cântărețului și 80.000 de dolari pe o pereche de șosete acoperite cu cristale ale acestuia. De asemenea, a cheltuit 245.000 de dolari pe o minge de baschet semnată de Jackson și de baschetbalistul Michael Jordan”. Un raport identifică „mănușa albă, încrustată cu cristale” ca fiind purtată în timpul turneului Bad World Tour al lui Jackson. Teodorin a deținut, de asemenea, jacheta de piele roșie purtată de Jackson în videoclipul său „Thriller”.
În 2005, Teodorin a încercat fără succes ca o firmă petrolieră americană, Ocean Energy, să îi cumpere un avion Gulfstream în valoare de 40 de milioane de dolari. În anul următor, a cheltuit 30 de milioane de dolari în avans pentru un avion privat Gulfstream G-V. A cumpărat avionul prin intermediul unei companii fantomă înregistrată în Insulele Virgine Britanice, numită Ebony Shine International, Ltd., pe care a trimis-o în 2006 la barmanul său din Los Angeles. Odată, l-a trimis de la Rio la Los Angeles pentru a-și lua bărbierul. „Într-o perioadă de șase săptămâni în 2006”, a raportat The New York Times în 2009, Teodorin a „transferat 33.799.799,99 $ în Statele Unite ... care a fost folosită pentru a cumpăra” avionul. În octombrie 2012, avionul său privat „se credea că se află în Guineea Ecuatorială, dar oficialii americani au declarat că vor încerca să îl confiște dacă va ateriza vreodată în altă țară.”
Într-o singură lună a cheltuit „80.000 de dolari la Gucci și 50.000 de dolari la Dolce & Gabbana” pentru haine de firmă. Dolce & Gabbana trimitea periodic la proprietatea sa un asociat de vânzări și un croitor cu rafturi de marfă pentru ca el să le răsfoiască și „închidea showroom-ul de la etajul al doilea când prietenele sale veneau să cumpere”. Una dintre prietene „a adunat aproximativ 80.000 de dolari în achiziții, inclusiv rochii de bronz și roșii care costau aproape 7.000 de dolari bucata.”
În iunie 2005, el a cumpărat două bărci rapide de 15 metri în valoare de 2 milioane de dolari și a trimis una în Hawaii pentru a o putea folosi acolo. În 2008, „a însărcinat o companie germană ... să proiecteze un «mega iaht» în valoare de 380 de milioane de dolari, aproape de trei ori mai mult decât cheltuiește Guineea Ecuatorială pe sănătate și educație într-un an. După ce planul a devenit public, Guineea Ecuatorială a anunțat că nu îl va cumpăra”.

#### Activități în Franța
La sfârșitul anului 2010, Teodorin și-a expediat colecția de mașini sport și motociclete în valoare de 400.000 de dolari, din Los Angeles în Franța.
Pentru o perioadă, a locuit la un hotel din Paris de pe Champs-Élysées; într-o zi, la Paris, a cumpărat peste 30 de costume. Începând cu 2012, acesta deținea „un conac cu cinci etaje pe luxosul Avenue Foch” din Paris”, unde „a păstrat 11 mașini de lux, inclusiv un Maserati și un Aston Martin, până când poliția franceză le-a confiscat” la sfârșitul anului 2011 sau începutul anului 2012. Vecinii săi de pe Avenue Foch au descris „cum o paradă de croitori de la cele mai importante case de modă din Franța ajungeau în mod regulat la casă în timp ce Teodorin era acolo”.

#### Activități în Africa de Sud
În 2004, el a cumpărat două case în Cape Town în valoare totală de 7 milioane de dolari și a cheltuit, de asemenea, aproximativ 1,45 milioane de dolari pe trei mașini. George Ehlers, proprietarul unei firme de construcții din Africa de Sud, care a declarat că guvernul din Guineea Ecuatorială îi datorează aproape 7,8 milioane de dolari, a încercat să recupereze datoria obținând dreptul de proprietate asupra celor două vile ca garanție. În 2006, el a obținut un ordin de sechestru de la Înalta Curte din Cape Town. Cu toate acestea, într-o declarație în fața instanței, Teodorin a susținut că casele îi aparțineau lui și nu guvernului său și a explicat că și le putea permite deoarece „miniștrii cabinetului și funcționarii publici din Guineea Ecuatorială sunt autorizați prin lege să fie datori [sic] unor companii care, în consorțiu cu o companie străină, pot licita pentru contracte guvernamentale și, în cazul în care compania are succes, procentul din costul total al contractului pe care îl primește compania va depinde de termenii negociați între părți”.

#### Activități în Guineea Ecuatorială
Firma franceză de inginerie Bouygues i-a construit lui Teodorin un conac gratuit în Malabo, capitala Guineei Ecuatoriale. De asemenea, el a ordonat firmelor străine să instaleze acoperișuri din țiglă de zinc pe mii de case sărace din Guineea Ecuatorială, într-o perioadă în care avea un „interes financiar substanțial” în industria acoperișurilor din zinc.

#### Alte activități ale lui Teodorin
Se pare că Teodorin a cumpărat și o casă în Buenos Aires.

### Alți membri ai familiei
Celelalte trei soții ale lui Obiang au, de asemenea, funcții guvernamentale. Maria Verminia Buckanan García este consilier tehnic la Ministerul Educației. Shaw are un post în administrația tehnică, iar Elema este în Ministerul Agriculturii.
Alți membri ai familiei care dețin funcții guvernamentale înalte sunt fratele lui Obiang, Antonio Mba Nguema, care a devenit ministru al apărării în aprilie 2015, și nepotul său Baltasar Engonga, care este șeful integrării regionale.

## Efecte
Guineea Ecuatorială este considerată bogată după standardele africane, cu un PIB care depășește în mod obișnuit performanțele națiunilor africane vecine, în majoritatea cazurilor cu peste 300%, și care a crescut constant în ultimii ani. Într-adevăr, PIB-ul său pe cap de locuitor îl depășește acum pe cel al Braziliei sau al Bosniei și Herțegovinei. Dar, datorită deturnării masive de fonduri din trezoreria națională către conturile bancare ale grupului Nguema/Mongomo, populația Guineei Ecuatoriale trăiește într-o sărăcie disperată, peste 60 % dintre aceștia câștigând mai puțin de 1 dolar pe zi. Speranța de viață este sub 50 de ani, 57% din populație nu are apă potabilă, 47% nu are instalații sanitare sigure, iar nivelul de îngrijire medicală este primitiv. Țara are a patra cea mai mare rată a mortalității infantile din lume. Multe dintre aceste tipuri de indicatori au evoluat din rău în mai rău în ultimii ani. Un raport PNUD din 2009 a constatat că diferența dintre PIB-ul pe cap de locuitor al Guineei Ecuatoriale și IDH (indicele dezvoltării umane) a fost cea mai mare din lume, ceea ce înseamnă că Guineea Ecuatorială este cea mai prost guvernată țară de pe planetă.

## Eforturile anticorupție
Potrivit Transparency International, controlul corupției în Guineea Ecuatorială este printre cele mai scăzute 1% din lume, cetățenii țării considerând că multe autorități publice acționează în interes personal. De asemenea, Transparency International a clasat statul de drept al țării printre cele mai scăzute 9% dintre națiuni.

### EG Justice
În Guineea Ecuatorială nu există nicio organizație pentru drepturile omului sau niciun grup anticorupție. Grupul pentru drepturile omului EG Justice, care se concentrează pe astfel de probleme în țară, are sediul în străinătate. Directorul său executiv, Tutu Alicante, trăiește în exil în SUA de la vârsta de 19 ani și descrie țara sa ca având două realități. „Are cel mai mare PIB pe cap de locuitor, dar și cel mai mare decalaj între oamenii bogați și cei săraci.” În ciuda faptului că este «pe hârtie cea mai bogată țară de pe continent pe cap de locuitor, la egalitate cu multe națiuni europene», a declarat el pentru The Guardian în 2014, Guineea Ecuatorială are „una dintre cele mai mari disparități de venit și de nivel de trai. ... Venitul pe cap de locuitor este unul care ar trebui să permită oamenilor să aibă același acces la asistență medicală etc. ca majoritatea națiunilor europene. Apoi vă uitați la ratele de acces la apă, accesul la asistență medicală adecvată, accesul la educație, mortalitatea infantilă, mortalitatea maternă și vedeți că ne aflăm practic în situația RDC, Haiti. Diferența dintre venit și accesul la nevoile și drepturile de bază este astronomică”. Motivul absenței grupurilor pentru drepturile omului sau anticorupție, a explicat el, este că țara este mică și orice instituție, cum ar fi o biserică, „pe care guvernul o percepe ca fiind suficient de puternică este imediat cooptată” sau „complet subminată”. De asemenea, nu există sindicate, iar orice întâlnire de peste cinci persoane necesită un permis guvernamental.
Când Confederația Africană de Fotbal (CAF) a acordat Guineei Ecuatoriale drepturile de a găzdui turneul Cupei Africii din 2015 (AFCON), Alicante a protestat. „Într-un moment în care Guineea Ecuatorială are nevoie disperată să treacă de la dictatură la democrație și într-un moment în care noi, în Guineea Ecuatorială și nu numai, ar trebui să fim preocupați de reformele politice și economice care ar transforma bogățiile națiunilor noastre în dezvoltare economică durabilă pentru toți, este regretabil să vedem CAF și alte instituții acționând în complicitate cu guvernul din Guineea Ecuatorială pentru a consolida corupția și proasta guvernare”, a declarat el.

### Investigații din SUA
Deși legea americană interzice funcționarilor străini implicați în acte de corupție și familiilor acestora să primească viză, în 2009, oficiali ai Departamentului de Stat al SUA au declarat pentru The New York Times că relația strânsă a Guineei Ecuatoriale cu industria petrolieră americană a dus la aplicarea permisivă a legii în cazul lui Teodorin. John Bennett, fost ambasador al SUA în Guineea Ecuatorială, a declarat că autoritățile americane au „închis ochii” la corupția și represiunea lui Obiang din cauza dependenței de această țară pentru resurse naturale. Vorbind în Congres la 26 septembrie 2006, senatorul Carl Levin a pus eșecul SUA de a acționa până acum împotriva corupției oficiale flagrante din Guineea Ecuatorială pe seama legăturilor industriei petroliere americane cu liderii acestei țări.
Departamentul de Justiție al Statelor Unite (DOJ) și Comitetul permanent de investigații al Senatului au început să examineze finanțele familiei Obiang în 2004. Comisia Senatului a constatat că Teodorin Obiang a utilizat companii fantomă pentru a eluda legile împotriva spălării banilor și pentru a transfera peste 100 de milioane de dolari în instituții financiare din Statele Unite și că Riggs Bank din Washington, D.C., a deschis mai multe conturi pentru Obiang și l-a ajutat să își sechestreze averea în companii fantomă offshore. În cele din urmă, banca a fost amendată pentru aceste acțiuni și pentru tranzacții similare în numele dictatorului chilian Augusto Pinochet. În plus, comisia senatorială a concluzionat că Riggs Bank a ignorat dovezile care sugerau că a gestionat veniturile provenite din practici străine corupte. După ce Statele Unite au amendat Riggs Bank pentru tranzacțiile sale cu Obiang, băncii i s-a permis să mențină contul acestuia deschis, deși fondurile au fost transferate la scurt timp după aceea în conturi din Banco Santander și alte instituții în numele Kalumga Company.
În trei cauze civile, dintre care prima a fost intentată în 2011, Departamentul de Justiție al SUA l-a acuzat pe Teodorin, al cărui salariu anual oficial este de aproximativ 100.000 de dolari, că a cumpărat o listă lungă de articole scumpe cu bani furați din Guineea Ecuatorială. Un fost angajat al lui Teodorin le-a spus anchetatorilor că Teodorin avea obiceiul să călătorească cu valize Louis Vuitton umplute cu uneori 1 milion de dolari în numerar. Într-o înțelegere din octombrie 2014, depusă la un tribunal districtual din Los Angeles, Teodorin a dat guvernului SUA mai puțin de jumătate din ceea ce acesta dorea, inclusiv conacul său din Malibu, un Ferrari și „șase statui Michael Jackson în mărime naturală”. În schimb, i s-a permis să își păstreze avionul cu reacție, o barcă și restul colecției sale de suveniruri Michael Jackson. Agenția a fost de acord să nu examineze „presupusa îndepărtare de către Teodorin a obiectelor de colecție Michael Jackson din SUA în timpul procesului civil”.
Oficialii au declarat că acordul cu Teodorin a arătat că Inițiativa de recuperare a activelor provenite din cleptocrație a Departamentului de Justiție, sub auspiciile căreia a avut loc ancheta în cazul Teodorin, a devenit un factor-cheie de descurajare a cleptocraților străini. „Aceste cazuri trimit un mesaj puternic: dacă vă aduceți activele în țara noastră, dacă cumpărați proprietăți imobiliare aici, le vom găsi. Le vom lua”, a declarat procurorul general adjunct al SUA, Leslie Caldwell, pe atunci șef al diviziei penale a Departamentului de Justiție. Soluția din 2014 nu a afectat capacitatea lui Teodorin de a intra în SUA, de care a continuat să se bucure datorită imunității sale diplomatice.
Ancheta DOJ privind familia Obiang a implicat, de asemenea, activitatea Serviciului de Imigrări și Control Vamal (ICE) și a Grupului de Investigații privind Corupția în Străinătate (FCIG) și a Grupului de Identificare și Eliminare a Bunurilor din Miami din cadrul Homeland Security Investigation (HSI). Anchetele au implicat activități în Roma, Madrid, Londra și Paris. Acțiunea Teodorin a fost prima inițiată vreodată de DOJ împotriva unui oficial în funcție al unui guvern străin.

### Investigații franceze
În 2007, poliția franceză a descoperit bunuri în valoare de zeci de milioane de dolari aparținând familiei Obiang, inclusiv mai multe mașini de lux deținute de Teodorin în valoare totală de 6,3 milioane de dolari. În 2010, un judecător francez a decis că un caz conex de corupție intentat de grupuri pentru drepturile omului împotriva familiei Obiang, împreună cu alte câteva familii africane aflate la putere, poate continua cu investigații și audieri. Guvernul francez l-a acuzat pe Teodorin de spălare de bani și a confiscat vila sa masivă din Paris, în valoare de mai multe milioane de dolari, și flota sa de mașini de lux.
La 13 iulie 2012, autoritățile franceze au emis un mandat de arestare pe numele lui Teodorin, pentru că acesta nu s-a prezentat la o anchetă franceză privind spălarea banilor pentru a răspunde la întrebări referitoare la faptul că a cheltuit milioane de dolari, deși se presupune că ar fi câștigat doar un salariu guvernamental modest. În septembrie 2012, Guineea Ecuatorială a dat în judecată Franța la Curtea Penală Internațională, după ce poliția franceză a percheziționat un conac din Paris deținut de Teodorin și a găsit bunuri de lux în valoare de milioane de euro. Plângerea a solicitat CPI să interzică Franței să intervină în afacerile sale interne și să ordone Franței să înceteze acțiunile în justiție împotriva reprezentanților săi.

### Investigații spaniole
În 2008, Asociația Pro Human Rights din Spania a depus o plângere penală în această țară împotriva guvernului Guineei Ecuatoriale pentru spălare de bani, menționând transferuri de fonduri în valoare de peste 26 de milioane de dolari de la Riggs Bank la Banco Santander din Madrid între 2000 și 2003. Plângerea a enumerat unsprezece persoane, inclusiv Obiang, fiul său Gabriel Nguema Lima, nora sa Virginia Esther Maye, cumnatul său Teodoro Biyogo, Elena Mensa, ministrul afacerilor externe Pastor Mincha, soția lui Mincha, Magdalena Ayang, și fostul ministru al minelor Anastasio Ela. În 2011, un tribunal spaniol investiga aceste acuzații de spălare de bani, precum și acuzația că banii ar fi fost folosiți pentru a cumpăra case și cabane de lux, în principal în Madrid și Insulele Canare.

### Investigații italiene
Oficialii italieni au declarat, de asemenea, că un om de afaceri italian care era în afaceri cu Teodorin Obiang a murit într-un accident de avion în Guineea Ecuatorială, care a avut circumstanțe suspecte.

## Contracarare
Pentru a contracara rapoartele privind corupția din Guineea Ecuatorială, Obiang angajează lobbyiști americani și experți în PR, în special Lanny Davis, fost consilier al președintelui american Bill Clinton. Din 2011, Davis câștiga 1 milion de dolari pe an de la Obiang.